# Tipula tenuicornis
Tipula tenuicornis är en tvåvingeart som beskrevs av Theodor Emil Schummel 1833. Tipula tenuicornis ingår i släktet Tipula och familjen storharkrankar. Inga underarter finns listade i Catalogue of Life.